# Ingeltruda de Friuli
Ingeltruda (în germană Ingeltrud, Angeltrud sau Engeltrud; d. după 2 aprilie 870) a fost fiica cea mare a margrafului Eberhard de Friuli (din familia Unruochingilor) și a soției sale Gisela (n.c. 819/822 – d.c. 874), fiica împăratului Ludovic cel Pios și a Iuditei de Bavaria. Prin căsătorie Ingeltruda a fost ducesă de Austrasia și de Franconia.
În cercetarea istorică Ingeltruda este considerată a fi soția lui Henric din familia franconiană Babenberg. Dacă acest lucru este adevărat, ea ar fi nu numai nepoata lui Ludovic cel Pios, ci și bunica regelui romano-german Henric I, astfel încât toți membrii Casei de Ludolfing (cunoscută ca Dinastia Ottoniană) ar fi descendenți ai lui Carol cel Mare, regele francilor. 
Un contraargument pentru această idee ar fi vârsta Ingeltrudei care era al doilea copil al lui Ebehard I, după Eberhard al II-lea care fusese născut cel devreme în 838, iar despre soția lui Henric, care provenea din Saxonia, se știe că era deja născută în jurul anului 830.
Alt contraargument este faptul că mama ei, Gisela, a menționat-o pe Ingeltruda într-un document din anul 870 prin care rezerva un loc de înmormântare pentru ea însăși și pentru fiica ei, în Abația Cysoing lângă Lille (abația Unruochingilor), ceea ce ar putea indica faptul că Ingeltruda nu era la acel moment căsătorită, în timp ce fiica lui Henric (și probabil a Ingeltrudei), Hedviga de Babenberg (Haduich sau Hathui) s-a căsătorit în acel an (c. 869/870) cu ducele Saxoniei, Otto cel Ilustru.